# Alpinia pulcherrima
Alpinia pulcherrima là một loài thực vật có hoa trong họ Gừng. Loài này được Ridl. mô tả khoa học đầu tiên năm 1909.